# Dianella tasmanica
Dianella tasmanica es una especie de planta herbácea perteneciente a la familia Xanthorrhoeaceae, subfamilia Hemerocallidoideae, que se encuentra en Australia.

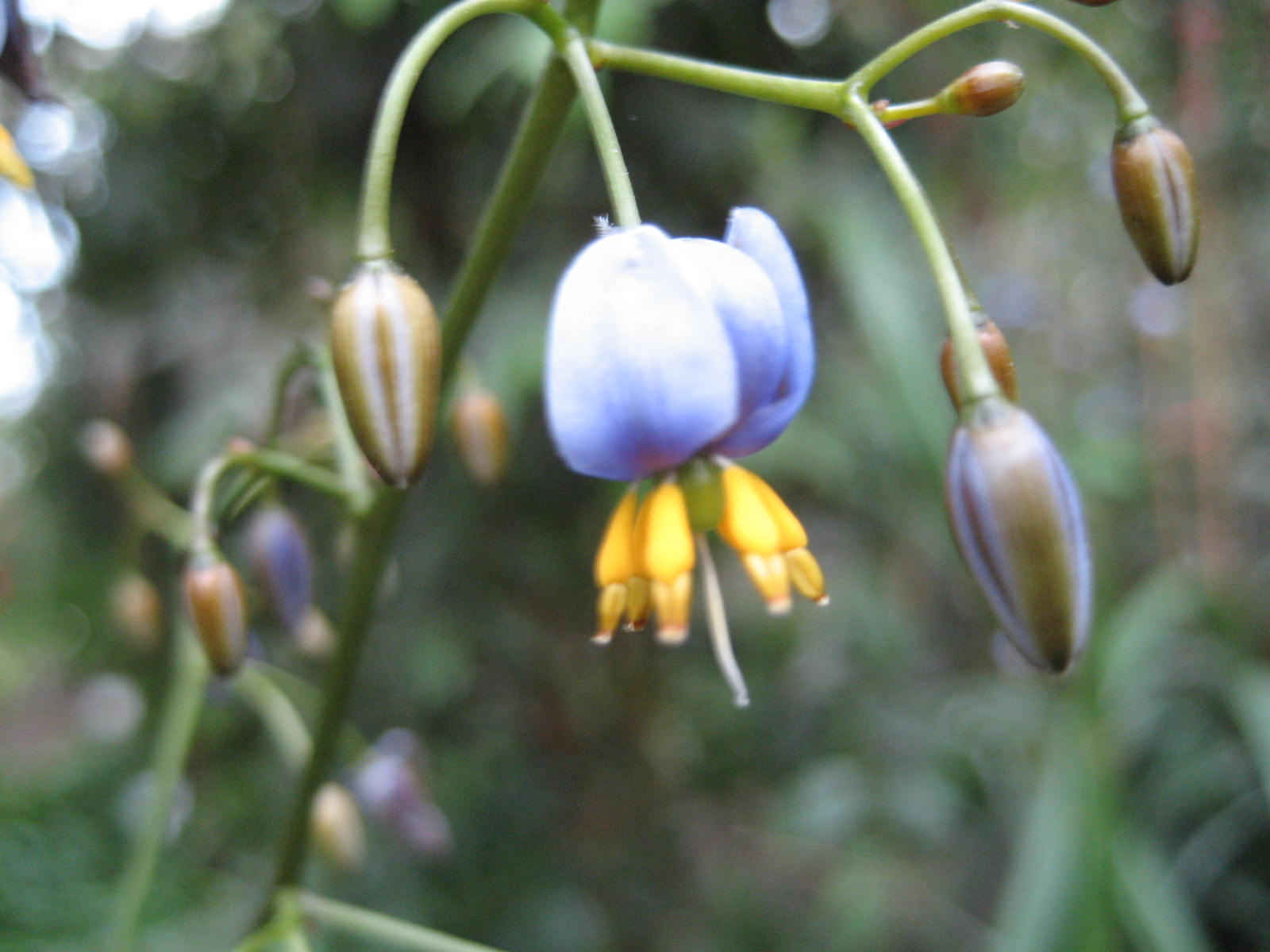
Flor

## Descripción

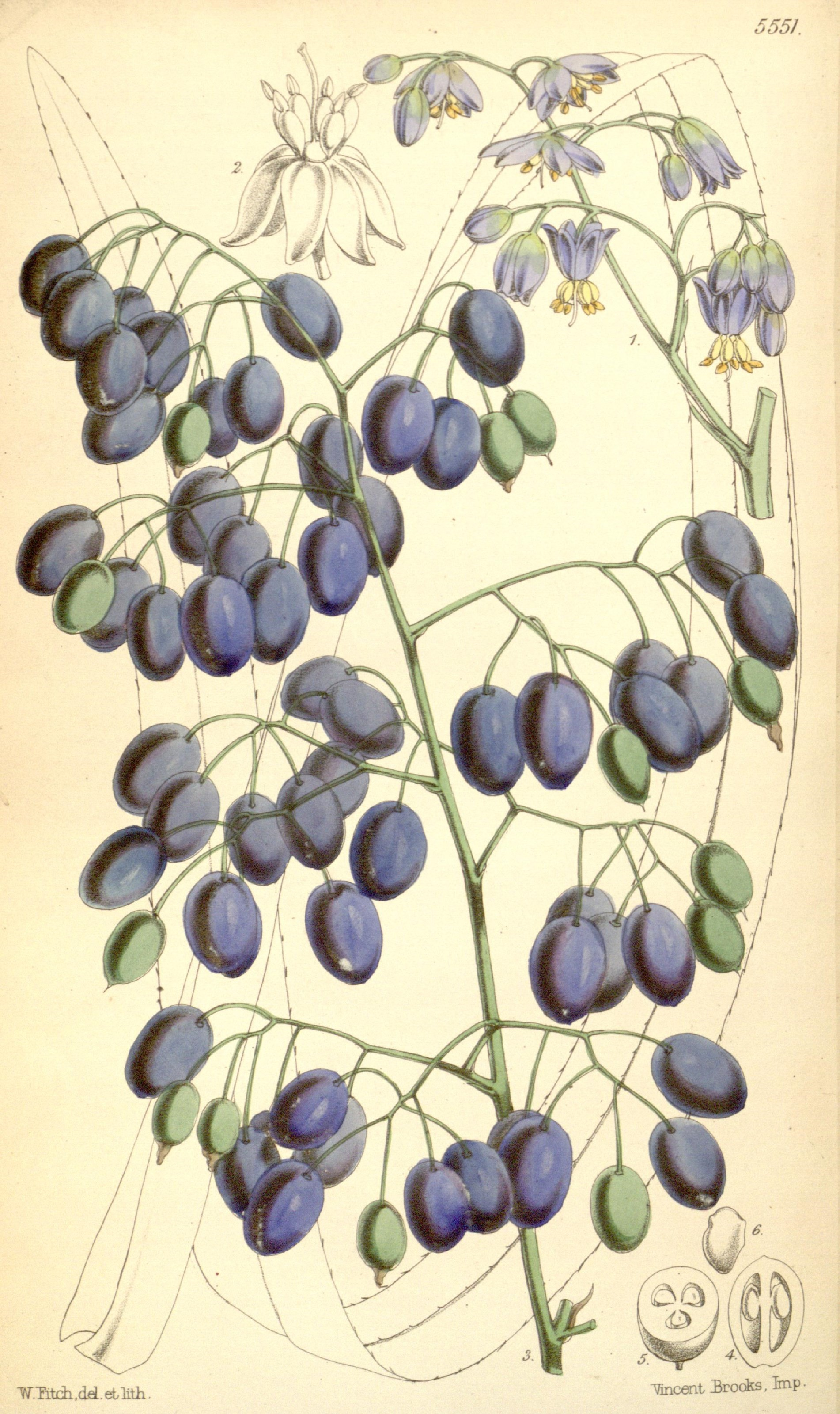

Es una planta herbácea perennifolia que alcanza un tamaño de 0,9 m de altura, con mechón solitario; los mechones con un diámetro de 0,3 m; y fibrosas raíces. Las hojas de 95 cm de largo y 14-32 mm de ancho; con vaina ocluida. La inflorescencia es más corta que el follaje con 2-5 flores. El perianto de color lavanda y violeta; los tépalos externos de 8-10 mm de largo, 5-7-nervadas, tépalos internos 7-9.5 mm de largo, 5 de pasta. Estambres con filamentos de  color amarillo dorado; anteras de color amarillo pálido.

## Distribución y hábitat
Crece en el bosque esclerófilo, en suelos superficiales de arena, también a mayor altitud, en la Gran Cordillera Divisoria y en las mesetas, al sur de Dorrigo.

## Taxonomía
Dianella tasmanica fue descrita por Hook.f. y publicado en Flora Tasmaniae 2: 57, en el año 1858.
Sinonimia
- Dianella archeri Hook.f.
- Dianella densa Lindb.
- Dianella divaricata f. dentifera Schlittler
- Dianella hookeri Baker
- Dianella tasmanica var. gigantea Schlittler
- Dianella tasmanica f. laevis Schlittler
- Dianella tasmanica var. variegata C.Pynaert[4]